# Miguel da Zaclúmia
Miguel da Zaclúmia, também conhecido como Miguel Višević (croata/bósnio/sérvio: Mihajlo Višević; cirílico: Михаило Вишевић) ou, mais raramente, Miguel Vuševukčić foi um monarca eslavo da Zaclúmia (Zahumlje), uma região atualmente no oeste da Herzegovina e sul da Croácia, que viveu no início do século X. Um vizinho do Reino da Croácia e do Principado da Sérvia, era também aliado do Império Búlgaro. Ainda assim, ele conseguiu manter-se independente em boa parte de seu reinado.
Miguel entrou em conflito com Pedro da Sérvia quando ele tentou expandir seus domínios para oeste. Para eliminar a ameaça, Miguel avisou seu aliado, o czar Simeão I, sobre a aliança entre Pedro e seu maior inimigo, o Império Bizantino. Simeão atacou primeiro e capturou Pedro, que morreria posteriormente numa prisão bizantina.
Ele foi mencionado junto com Tomislau da Croácia numa carta do papa João X em 925. Neste mesmo ano, ele participou do primeiro concílio eclesiástico em Split, o que alguns historiadores interpretam como evidência de que a Zaclúmia seria vassala da Croácia. Seja como for, Miguel, laureado com imponentes títulos cortesãos bizantinos, como antípato e patrício, permaneceu no poder na Zaclúmia por toda a década de 940 e manteve boas relações com o papa.

## Contexto
Compilado por volta de 950, a obra histórica Sobre a Administração Imperial, atribuída a Constantino Porfirogênito, relata que Miguel era filho de um tal Busebutze (em grego: Bouseboutzis) e, ao contrário de muitos dos eslavos da região da Dalmácia, sua família não descendia dos "sérvios não batizados". Ainda de acordo com Constantino, sua família pertencia aos Litziki (Λιτζίκη), um povo não convertido ao cristianismo que habitava a região do Vístula, no sul da Polônia. A região à volta do alto Vístula é também conhecida como parte da Croácia Branca (Chrobatia), de onde os primeiros croatas teriam migrado para a Dalmácia romana à convite do imperador romano do Oriente Heráclio Porém, H. T. Norris lembra que croatas e sérvios estavam misturados em sua terra natal na Polônia.
A área controlada por Miguel abrangia a Zaclúmia, posteriormente chamada de "Hum" (no que é hoje a região ocidental da Herzegovina e o sul da Croácia), a Travúnia (Herzegovina oriental e a região sul da Croácia centrada em Trebinje) e uma boa parte da Dóclea (Montenegro). Seu território, portanto, formava um bloco ao longo da costa sul da Dalmácia, do rio Neretva até Ragusa (moderna Dubrovnik).
Antes de sua anexação da Sérvia em 924, a Bulgária não fazia fronteira com a Zaclúmia e havia uma parte da Croácia entre os dois países. O cronista João, o Diácono (m. 1009) conta que, em 912, um viajante veneziano que havia acabado de passar pela Bulgária e pela Croácia à caminho de casa se viu depois na Zaclúmia.

## Aliança com Simeão I da Bulgária
Miguel era um aliado muito próximo de Simeão I da Bulgária, que já havia lançado diversas campanhas vitoriosas contra o Império Bizantino. O viajante citado no relato de João, o Diácono, era um embaixador, filho do doge Orso II Participazio, que estava retornando de uma missão diplomática em Constantinopla. Quando ele entrou na Zaclúmia, um "príncipe dos esclavenos" (dux Sclavorum), mandou prendê-lo e o enviou como presente para Simeão.
As campanhas de Simeão ameaçavam de tal forma os bizantinos que eles buscavam desesperadamente por aliados na região. Leão Rabduco, o estratego do Tema de Dirráquio, encontrou um na Sérvia, Pedro da Sérvia, que era um súdito dos búlgaros desde 897. Ele estava ocupado estendendo seus territórios para o oeste e parece ter entrado em conflito com Miguel por conta disso. Constantino escreve que Miguel, "com sua inveja atiçada por isso", alertou Simeão da conspiração. O czar atacou a Sérvia e capturou Pedro, que morreu na prisão. A maior parte dos acadêmicos prefere datar a guerra contra a Sérvia em 917, depois de 20 de agosto, quando Simeão massacrou um exército invasor bizantino assim que ele desembarcou em Anquíalo, na costa do Mar Negro. Em 924, Simeão conquistou o Principado da Sérvia e, ao invés de nomear um vassalo para governar em seu nome, colocou a região sob sua autoridade direta. Com isso, Simeão se tornou de facto um vizinho de Miguel e da Croácia, que era governada por Tomislau I e mantinha boas relações com os bizantinos. É provável que Miguel tenha permanecido leal a Simeão até a morte deste em 27 de maio de 927.

## Concílios eclesiásticos em Split
As fontes mostram que Miguel se envolveu em importantes assuntos eclesiásticos que estavam sendo conduzidos em território croata em meados da década de 920. Dois concílios foram convocados em Split (em latim: Spalatum), em 925 e 928, que estabeleceram oficialmente (ou confirmaram o reconhecimento) de Split como a sé metropolitana de toda a Dalmácia (ao invés de apenas das cidades bizantinas). Outro importante assunto na época era a língua litúrgica: desde a conversão dos eslavos pelos santos Cirilo e Metódio no século anterior, a igreja eslava estava acostumada a utilizar o antigo eslavônico eclesiástico ao invés do latim em seus serviços religiosos.
A Historia Salonitana, cuja composição provavelmente se iniciou no fim do século XIII, cita uma carta do papa João X a Tomislau, "rei (rex) dos croatas", no qual ele faz referência ao primeiro concílio com algum detalhe. Se a carta for autêntica, ela mostra que o concílio recebeu não apenas os bispos da Croácia e da Dalmácia bizantina, mas também de Tomislau, cujo território abrangia também as cidades bizantinas da Dalmácia, e diversos representantes de Miguel. Na carta, João descreve Miguel como "o mais excelente príncipe dos zaclúmios" (excellentissimus dux Chulmorum).
As fontes nada mais dizem sobre como eram as relações entre Miguel e Tomislau. Alguns historiadores interpretam a participação de Miguel no concílio eclesiástico como evidência de que Miguel teria se aliado com a Croácia, abandonando os búlgaros. John V. A. Fine, porém, rejeita o argumento afirmando que os concílios tratavam de importantes assuntos para toda a Dalmácia e tinham a aprovação do papa. Mais do que isso, Miguel parece ter se mantido neutro quando búlgaros e croatas entraram em guerra em 926, sinal de boas relações com ambos.
Miguel aparentemente saqueou Siponto (em latim: Sipontum) em 10 de julho de 926, uma cidade bizantina na Apúlia. Não se sabe se ele o fez por ordem de Tomislau, como sugerem alguns historiadores. De acordo com Omrčanin, Tomislau enviou a marinha croata comandada por Miguel para expulsar os sarracenos daquela região do sul da Itália e libertar a cidade. Notavelmente, Constantino Porfirogênito não menciona o raide de Miguel e nem os concílios em Split.

## Anos finais
Constantino lembra de Miguel como um príncipe (arconte dos zaclúmios, mas também faz uso de pomposos títulos da corte bizantina, como antípato e patrício, para descrevê-lo, o qu tem sido interpretado como um reflexo de sua posição subordinada depois da morte de Simeão em 927, quando Miguel perdeu o apoio búlgaro. Miguel não aparece nas fontes em eventos posteriores a 925, mas Fine acredita que seu reinado tenha perdurado até a década de 940. Tzéstlabo, que se tornou o monarca da Sérvia depois da morte de Simeão, pode ter tomado parte do território de Miguel ao conquistar a Travúnia.